# Hans Georg Küssner
Hans Georg Küssner, nemški fizik in aeronavtični inženir, * 14. september 1900, Bartenstein, Nemški rajh (sedaj Nemčija), † 21. marec 1984, Kassel, Zvezna republika Nemčija (sedaj Nemčija).
Küssner je najbolj znan po svojem pionirskem delu na področju aeroelastičnosti.

## Življenje in delo
Rodil se je v Bartensteinu, tedaj delu  vzhodnopruskega okrožja Friedland v nemškem rajhu. Študiral je na Tehniški univerzi svobodnega mesta Danzig (sedaj Tehniška univerza v Gdansku) in leta 1923 tu diplomiral. Leta 1928 je doktoriral z disertacijo Ekonomično oceansko letalo (Das wirtschaftliche Ozeanflugzeug) pod mentorstvom Viktorja Rembolda. Istega leta se je preselil na Oddelek za statiko  Nemškega letalskega raziskovalnega inštituta (DVL) v Berlinu, kjer se je ukvarjal s problemom aeroelastičnih nihanj (angleško flutter, nemško Flattern) in sunkovnih obremenitev letalskih kril, kar se je odrazilo v številnih publikacijah.
Leta 1934 se je preselil na Aerodinamični raziskovalni inštitut (AVA) v Göttingenu. Leta 1936 je formuliral Küssnerjevo funkcijo za opis nestalnega pojava na krilih, ki ga povzroča turbulenca. Leta 1939 so ga imenovali za vodjo »Inštituta za prehodne procese«. Tu je leta 1940 dosegel svoj znanstveni preboj s svojo splošno teorijo kril – integralsko enačbo za nihanje trirazsežnih sistemov kril v podzvočnem toku. Zaradi njegovega dela so ga maja 1940 imenovali za profesorja in dopisnega člana Nemške akademije za raziskovanje letalstva. Računalniško draga numerična rešitev enačbe je bila področje uporabe računalnika Z3 Konrada Zuseja, ki je lahko drastično zmanjšala potreben čas.
Po 2. svetovni vojni se je Küssner leta 1947 pridružil Inštitutu Maxa Plancka za raziskovanje toka v Göttingenu, kjer se je posvetil teoretični fiziki in mehaniki kontinuuma. Raziskoval je razsežnostno analizo, gibanje Zemljine skorje in druge probleme mehanike kontinuuma. Leta 1957 se je ponovno preselil na AVA, kjer je postal vodja Oddelka za aeroelastičnost. Zaradi svojega mednarodnega ugleda je postal član odbora za strukture in materiale Natove agencije AGARD (Advisory Group for Aerospace Research and Development). Leta 1968 je postal član Mednarodne astronavtične akademije in leta 1981 mu je Nemško društvo za aeronavtiko in astronavtiko (DGLR) podelilo prstan Ludwiga Prandtla.
Küssner se je poročil z Martho Petter.
Umrl je Kasslu.

## Izbrana bibliografija
- — (1928). Das wirtschaftliche Ozeanflugzeug (disertacija).
- — (1929), Schwingungen von Flugzeugflügeln
- — (1935), Neue gruppentheoretische Grundlagen der Physik
- — (1935), Untersuchung der Bewegung einer Platte beim Eintritt in eine Strahlgrenze
- — (1936), Zusammenfassender Bericht über den instationären Auftrieb von Flügeln
- — (1936–1937), Über die Untersuchung eines Hubschraubermodelles, in 3 Teilen
- — (1937), Flügel- und Leitwerkflattern
- — (1940), Der schwingende Flügel mit aerodynamisch ausgeglichenem Ruder
- — (1940), Allgemeine Tragflächentheorie
- — (1942), Beiträge zur einheitlichen Feldtheorie
- — (1943), Der Leistungsbedarf des idealen Hubschraubers
- — (1944), Lösungen der klassischen Wellengleichungen für bewegte Quellen
- — (1944), Beiträge zur mathematischen Behandlung komplexer Eigenwertprobleme, IV. Konvergenzbeweis für das Iterationsverfahren
- — (1946), Principia Physica, Göttingen: Vandenhoeck & Ruprecht
- — (1957), Aeroelastische Aufgaben des Flugzeugbaus
- — (1959), Aerolastic Problems On Aircraft Construction
- — (1960), Übersicht über den gegenwärtigen Stand der Flatterforschung
- — (1960), Instationäre linearisierte Theorie der Flügelprofile endlicher Dicke in inkompressibler Strömung
- — (1961), Erprobung der Messapparatur im Windkanal
- — (1965), Theorie der schwingenden Tragflächen großer Streckung im Unterschallbereich
- — (1976), Grundlagen einer einheitlichen Theorie der physikalischen Teilchen und Felder